# Wapen van Westerwolde (gemeente)

Wapen van Westerwolde

Het wapen van Westerwolde is het gemeentelijke wapen van de gemeente Westerwolde in de Nederlandse provincie Groningen. Het wapen werd met Koninklijk Besluit op 23 oktober 2017 verleend aan de gemeente. De gemeente Westerwolde is op 1 januari 2018 ontstaan na het samenvoegen van de gemeenten Bellingwedde en Vlagtwedde.
Het wapen bestaat uit symbolen van de wapens van de voormalige gemeenten Vlagtwedde en Bellingwolde. De gele korenschoof is het symbool van het historische landschap Westerwolde. Het klooster van Palmar (dat in het blauw wordt weergegeven) duidt op de kerspelen Bellingwolde en Blijham.

## Beschrijving
De beschrijving van het wapen luidt als volgt:
Verhoogd doorsneden in de vorm van de contouren van het dak en de torens van het Norbertijner klooster Palmar, bestaande uit een schilddak met op de beide uiteinden van de nok een kruisje en daartussen twee torens, de rechter korter dan de linker; I van goud; II in azuur een samengebonden korenschoof met daaruit ter weerszijde twee gebladerde ranken, alles van goud. Het schild gedekt met een gouden kroon van drie bladeren en twee parels.
De heraldische kleuren zijn: azuur (blauw) en goud (geel). Het schild is gedekt met een gravenkroon.

## Verwante wapens

Het wapen van de voormalige gemeente  Vlagtwedde
Het wapen van het waterschap Westerwolde
Het wapen van de voormalige gemeente Bellingwedde
Het wapen van de voormalige gemeente Bellingwolde
Het wapen van het waterschap Reiderzijlvest